# Conflito no Baluchistão
O conflito no Baluchistão é um conflito étnico entre nacionalistas Balúchis e o governo da República Islâmica do Paquistão sobre o Baluchistão, maior província do país.  Recentemente, os separatistas também entraram em confronto com a República Islâmica do Irã sobre a respectiva região balúchi, que faz fronteira com o Paquistão. O Paquistão frequentemente alega que os rebeldes são apoiados pela rival Índia, o que tem sido negado.[carece de fontes?]
Logo após a criação do Paquistão em 1947, o Exército da República Islâmica tenta subjugar os rebeldes com base em Kalat da tentativa de se separar em 1948 e 1958. O movimento ganhou impulso na década de 1960, e em meio a desordem política consistente, o governo ordenou uma operação militar na região em 1973, com assistência do Irã, e infligiu pesadas baixas aos separatistas. O movimento foi em grande parte subjugado após a imposição da lei marcial em 1977, após o que Baluchistão testemunhou um desenvolvimento significativo. Posteriormente, os grupos de insurgência proliferaram de novo rapidamente nos anos 1990 e 2000, a invasão norte-americana do Afeganistão em 2001 e a Guerra no Noroeste do Paquistão, exacerbaram o conflito, mais recentemente manifestado nas mortes dos ocupantes não balúchis na província por separatistas desde 2006.

## Área de disputa

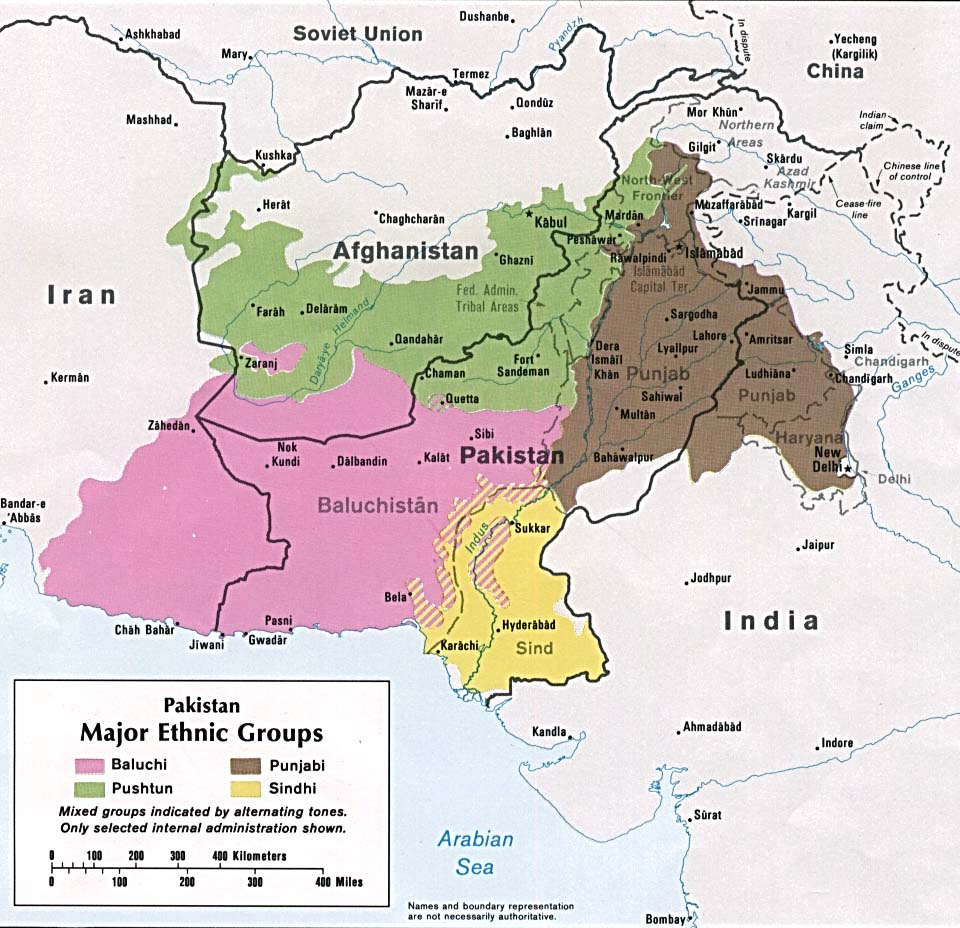
Distribuição de Balúchis está marcado em rosa.

O Baluchistão Histórico compreende a região do Baluchistão. Sua região oeste foi a parte sul da província de Sistão-Baluchistão do Irã. No leste do Paquistão está o Baluchistão paquistanês. No noroeste a província de Helmand no Afeganistão. O Golfo de Omã, forma a sua fronteira sul. Apesar do Baluchistão histórico ser a maior região (44% da área total do país) do Paquistão, é a menos populosa (apenas 5% da população) e a área menos desenvolvida .

## Principais personagens
Há quatro partes distintas envolvidas e afetadas por este conflito:
- O governo central do Paquistão (desde 1948)
- O governo do Irã (desde 2003)
- A população da região iraniana
- Sardars (chefes tribais) da região paquistanesa

## Primeiro conflito em 1948 (liderado pelo Príncipe Abdul Karim Khan)
Em abril de 1948, os nacionalistas Balúchis afirmaram que o governo central enviara o exército do Paquistão, que, alegadamente, obrigou Mir Ahmed Yar Khan a desistir de seu estado, Kalat. Kalat foi um protetorado britânico sem costa marítima que compunha cerca de 22% a 23% do Baluchistão. Mir Ahmed Yar Khan assinou um acordo de adesão terminando a independência de facto de Kalat. Seu irmão, o príncipe Abdul Karim Khan, era um poderoso governante de uma seção de Kalat, uma posição que ele removeu após a adesão. Ele decidiu dar início a uma insurgência contra o Paquistão. Na noite de 16 maio de 1948 o príncipe Abdul Karim Khan iniciou um movimento separatista contra o governo paquistanês. Ele conduziu a guerra de guerrilha com base no Afeganistão contra o Exército do Paquistão.

## Segundo conflito 1958-1959 (liderado por Nawab Nowroz Khan)
Nawab Nowroz Khan pegou em armas na resistência à política Unidade Um, que diminuiu a representação no governo para os líderes tribais. Ele e seus seguidores começaram uma guerra de guerrilha contra o Paquistão. Khan e seguidores foram acusados de traição e presos e confinados na prisão de Hyderabad. Cinco dos membros de sua família (filhos e sobrinhos) foram posteriormente enforcados sob acusação de ajudar a assassinar as tropas paquistanesas e também de traição. Nawab Nowroz Khan morreu em cativeiro.

## Apoio estrangeiro para os rebeldes Balúchis
O Paquistão acusou a Índia de apoiar os rebeldes balúchis, a fim de desestabilizar o país. [carece de fontes?] A Índia tem, no entanto  tem negado categoricamente as acusações da sua parte, afirmando que nenhuma prova concreta foi apresentada. [carece de fontes?] Os fatos são controversos, mas o Paquistão continua a insistir. . O Irã tem repetidamente acusado os Estados Unidos de apoiar o Jundallah. Após sua captura, o líder do Jundallah, Abdulmalek Rigi, confirmou essas alegações. Que os EUA negaram, contudo.
Os rebeldes do Baluchistão do Paquistão são ditos receber grande apoio do Taliban no Afeganistão. Em 1980, a CIA, o serviço de inteligência iraquiano, paquistaneses extremistas sunitas do grupo Sipah-e-Sahaba do Paquistão e da Organização Mujahedin-e Kalq todos apoiaram uma revolta tribal baluchi contra o Irã.